# Rodzina planetoidy Flora
Rodzina planetoidy Flora – jedna z rodzin planetoid z pasa głównego, w skład której wchodzą obiekty charakteryzujące się podobnymi parametrami orbit i podobną budową co (8) Flora. Większość z nich należy do planetoid typu S.
Wszystkie one krążą po trajektoriach zawierających się w przedziale od 2,15 do 2,35 j.a. od Słońca, ich nachylenie względem ekliptyki mieści się w przedziale od 1,5º do 8º, a mimośrody od 0,03 do 0,23.
Niekiedy nazywa się tę rodzinę „rodziną planetoidy (43) Ariadne”.
Obecnie znanych jest ok. 590 przedstawicielek tej rodziny. Szacuje się, że ok. 4–5% masy populacji wszystkich planetoid z pasa głównego wchodzi w skład tej rodziny.